# پادشاهی بورگوندی‌ها
پادشاهی بورگوندی (آلمانی: Burgundenreich) یا اولین پادشاهی بورگوندی، یک پادشاهی تأسیس شده توسط بورگوندی‌های ژرمن‌ در راینلاند در قرن پنجم میلادی است، عمده فعالیت آن در دوران جنگ صلیبی است

## دورنمای تاریخی
بورگوندی‌ها یک قبیله از ژرمن‌های شرقی بودند، به عنوان اولین مستند تاریخی. احتمال داده می‌شود که از جزیره‌های اسکاندیناوی بورن‌هولم به حوضهٔ ویستولا در قرن سوم میلادی مهاجرت کرده باشند اما از دیدگاه تاریخی پادشاهی آنها حداقل تا آن زمان تأیید نشده و احتمال داده می‌شود که یک قرن بعد یعنی در قرن چهارم میلادی شکل گرفته باشد.